# 綾小路俊量
綾小路俊量（あやのこうじ としかず、宝徳3年（1451年） - 永正15年（1518年）7月10日）は、室町時代中期の公卿。法名は量琇。

## 官歴
- 寛正2年（1461年）：侍従
- 寛正6年（1465年）：従五位上、出雲権介、右近少将
- 応仁元年（1467年）：正五位下
- 文明2年（1470年）：従四位下
- 文明3年（1471年）：左近衛権中将
- 文明5年（1473年）：従四位上
- 文明9年（1477年）：正四位下
- 文明12年（1480年）：丹波権介
- 文明13年（1481年）：右兵衛督
- 文明15年（1483年）：従三位
- 文明17年（1485年）：参議
- 長享元年（1487年）：左近中将
- 長享2年（1488年）：正三位
- 延徳元年（1489年）：権中納言
- 明応2年（1493年）：従二位
- 明応7年（1498年）：按察使
- 文亀3年（1503年）：正二位
- 永正11年（1514年）：出家のため致仕

## 系譜
- 父：綾小路有俊
- 子：綾小路資能